# Arbopercula tenella
Arbopercula tenella is een mosdiertjessoort uit de familie van de Electridae. De wetenschappelijke naam van de soort is, als Membranipora tenella, voor het eerst geldig gepubliceerd in 1880 door Hincks.